# Sporobolus pectinatus
Sporobolus pectinatus är en gräsart som beskrevs av Eduard Hackel. Sporobolus pectinatus ingår i släktet droppgräs, och familjen gräs. Inga underarter finns listade i Catalogue of Life.